# Philhygra arctica
Philhygra arctica är en skalbaggsart som först beskrevs av Thomson 1856.  Philhygra arctica ingår i släktet Philhygra, och familjen kortvingar. Arten är reproducerande i Sverige.